# Lisa Simone
Lisa Simone Kelly, nacida como Lisa Celeste Stroud, (Mount Vernon, 12 de septiembre de 1962) es una cantante, compositora y actriz estadounidense, conocida por su trabajo en Broadway y off Broadway, en Rent, El rey león, Aida y Los Miserables. Es la única hija de la fallecida música y activista de derechos civiles Nina Simone (de su matrimonio con el detective de la policía, que más tarde fue su manager Andrew Stroud) y es productora ejecutiva del documental de Netflix What Happened, Miss Simone?. Los álbumes de Simone incluyen Simone on Simone, All is Well, My World y Live at the Edge.

## Biografía
Cuando era niña, Simone a menudo vivía con parientes y amigos debido a la apretada agenda de giras de su madre, el tempestuoso matrimonio de sus padres y los problemas de salud mental de Nina. De joven, Simone sirvió en la Fuerza Aérea de los Estados Unidos  durante más de 10 años como asistente de ingeniería en Davis Monthan en Tucson, AZ, en la base aérea de Osan en Corea del Sur y en la base aérea principal de Rhein en Frankfurt, Alemania. Es veterana de la Guerra del Golfo. Después de ser dada de baja con honores, Simone cantó como telonera de varios artistas europeos y formó parte del coro de gira de Raphael. 
El debut teatral de Simone fue en una gira nacional del musical de rock de Andrew Lloyd Webber Jesus Christ Superstar, como Soul Sister, Simon y como suplente de Mary. En 1996, continuó su carrera como swing y suplente femenina en la producción original de Broadway de Rent, momento en el que también interpretó los papeles de Aida en la obra de Disney Aida y Nala en El rey león. Más tarde ese año, Simone interpretó el papel principal de Mimi Márquez en la primera gira nacional de Rent, desde noviembre de 1996 hasta abril de 1998. Fue nominada tanto para un premio Helen Hayes como para un premio Jefferson por sus actuaciones.
A partir de 1998, Simone se tomó un descanso del teatro durante el cual realizó una gira y grabó dos álbumes con la banda de acid jazz Liquid Soul como vocalista invitada. Junto con el resto de la banda, fue nominada a un premio Grammy por su álbum de 2000, Here's the Deal. Simone volvió al escenario de Broadway en el papel principal del musical de Disney Aida. Interpretó el papel desde el 29 de enero de 2002 hasta el 15 de junio de 2003. Ganó el Premio Nacional de Teatro a la Mejor Actriz en un Musical — votado por los fans — por sus actuaciones en la Primera gira nacional de Aida antes de regresar al Palace Theatre de Broadway. Repitió este papel por un corto periodo de tiempo en The Muny Theatre en San Luis en el verano de 2006. En agosto de 2007, interpretó a Fantine en Los Miserables en The Muny.
Simone ha lanzado cinco álbumes en solitario: Simone on Simone, All Is Well, Lisa Simone con Tromsø Big Band Live at the Edge, My World y In Need of Love . Ha aparecido en los programas Psychic Kids, Larry King Show, The Tyra Banks Show, y en France 24 A l'Affiche el 5 de abril de 2016.
Habla francés con fluidez, ya que se crio en parte en Suiza. Está casada con Robert Kelly.